# یولیوس کوپریانوف
یولیوس کوپریانوف (استونیایی: Julius Kuperjanov; ۱۱ اکتبر ۱۸۹۴ – ۲ فوریهٔ ۱۹۱۹) یک نظامی ارتش استونی در جنگ استقلال استونی بود که در نبرد پایو کشته شد.
همچنین برندهٔ جوایزی همچون نشان آنای مقدس (سنت آنا) شده‌است.